# You.com
You.com(유닷컴)은 개인화 중심 검색 엔진으로 시작된 AI 비서이다. You.com은 여전히 웹 검색 기능을 제공하지만 채팅 중심 AI 비서트를 우선시하도록 발전했다.
이 회사는 2020년 세일즈포스닷컴의 전 수석 과학자이자 175,000건 이상의 인용을 기록한 자연어 처리 분야에서 3번째로 많이 인용된 연구자인 리차드 소셔와 세일즈포스의 전 NLP 수석 연구 과학자인 브라이언 맥칸이 설립했다. 소셔는 CEO이고 맥칸의 CTO이다.
2022년 12월 You.com은 인용이 포함된 최신 응답을 위해 소비자 대상 대규모 언어 모델(LLM)과 실시간 인터넷 액세스를 통합한 최초의 검색 엔진이 되었다. 2023년 2월에는 주식 차트와 같은 시각적 요소를 포함하여 다양한 유형의 응답을 사용자에게 제공하는 멀티모달 AI 채팅 기능을 처음으로 도입했다.
2023년 타임은 소처를 "TIME100 AI"에 선정하여 "AI에서 가장 영향력 있는 사람들"을 인정했다. 타임과의 인터뷰에서 소처는 You.com의 사용자 생산성과 정보 접근성을 향상하는 목표를 설명하면서 "사람들에게 더 빨리 답변을 제공하고, 더 생산적이고, 효율적이며, 더 잘 알고, 더 나은 프라이버시를 제공하는 것"이라고 말했다.